# برنارد میدلدیچ
برنارد میدلدیچ (به انگلیسی: Bernard Middleditch) بازیکن فوتبال زادهٔ ۱۸۷۰ اهل انگلستان بود که سابقهٔ بازی در تیم ملی فوتبال انگلستان را در کارنامهٔ خود دارد. وی در تاریخ ۲۰ فوریه ۱۸۹۷ تنها بازی ملی خود را در مقابل تیم ملی فوتبال ایرلند انجام داد.